# سكوت لونغ
سكوت لونغ (بالإنجليزية: Scott Long)‏ هو ناشط حقوق الإنسان أمريكي، ولد في 5 يونيو 1963 في رادفورد في الولايات المتحدة.